# لیر کورپوریشن
لیر کورپوریشن، (انگلیسی: Lear Corporation) ابرشرکت تولیدی آمریکایی است، که در زمینه ساخت و فروش صندلی‌های خودرو و سامانه‌های برق خودرو فعالیت می‌نماید.
لیر کورپوریشن در سال ۱۹۱۷ در شهر دیترویت تأسیس شد و امروزه مالک ۲۲۱ کارخانه در ۳۶ کشور جهان می‌باشد. دفتر مرکزی این ابرشرکت در شهر ساوت‌فیلد، میشیگان قرار دارد و بخشی از سهام آن در بازار بورس نیویورک معامله می‌شود.